# Madame Figaro
Madame Figaro est un magazine de mode féminin, à publication hebdomadaire, fourni en supplément du journal Le Figaro dans son édition week-end et édité par la Société du Figaro.

## Présentation
La ligne éditoriale s’oriente autour des tendances mode & beauté, de la création, de la culture et du business. Selon son argumentaire, l'approche rédactionnelle et l'iconographie ciblent un lectorat haut de gamme[C'est-à-dire ?] avec une attention pour le grand public.

## Historique
Le 26 avril 1980, paraît, sous l'impulsion de Robert Hersant, successeur de Jean Prouvost (créateur du magazine Marie Claire), le premier Madame Figaro. Ce magazine, connaît alors un succès rapide grâce à des contenus diversifiés et de qualité qui ciblent un lectorat haut de gamme. La première rédactrice en chef du magazine fut Marie-Claire Pauwels, fille de Louis Pauwels. Le lancement de Madame Figaro en 1980, marqua une certaine prise de distance avec les mouvements féministes de la décennie précédente (notamment sur la « libération pornographique » qui « aurait » eu pour but d'arracher des millénaires de domination morale et religieuse). Madame Figaro naquit à son commencement d'une page du Figaro Magazine, parce que le lectorat était majoritairement féminin grâce à des rubriques culturelles et d'art de vivre.
Aussitôt, Madame Figaro s'affirme en tant que magazine spécifiquement féminin, d'autant plus qu'elle fait une place à leurs thèmes centraux du début des années 1980 : la séduction et les relations hommes-femmes, l'aspiration à l'égalité des sexes et la valorisation de l'émancipation féminine, la réussite familiale à travers un mariage, des enfants et une famille unie… Madame Figaro était ainsi un magazine avant tout féminin et véhiculait les idées libérales et conservatrices du début des années 1980. Une part importante de la pagination de Madame Figaro était donc consacrée à la valorisation de parcours féminins remettant en cause les conceptions traditionnelles du rôle des femmes dans la société[source insuffisante]. Le magazine connaît aussi un succès grâce à des contenus diversifiés et de qualité[non neutre] : Madame Figaro fait partie des premiers journaux à publier des grands reportages sur la condition des femmes réalisés sur l'étranger, par ses propres journalistes[réf. nécessaire].

Logo jusqu'en 2009.

Les rubriques de mode, de beauté et de décoration constituaient de loin la place primordiale dans le magazine. La recherche de l’élégance et la volonté de distinction, tout en critiquant le conformisme social [de la mode], constituaient les maîtres mots de la mode présentée dans Madame Figaro.
La culture au sens large occupait une place importance dans Madame Figaro, de la littérature à l’histoire en passant par la musique, le magazine proposait en effet de nombreux articles sur Jean Giono[source insuffisante], Jean Anouilh[source insuffisante], les Rolling Stones, Bob Dylan[source insuffisante].
Dans les années 1990, le supplément féminin du Figaro se commercialisa dans plusieurs pays (notamment en Espagne, au Japon et en Turquie), suivant le mouvement d'internationalisation des magazines féminins.
Sous la direction de Marie-Claire Pauwels, le magazine a ses bureaux rue du Mail (Paris), sur huit étages d'un immeuble.
Avec l'arrivée d'Anne-Florence Schmitt en 2006 le magazine se développe atour de l'axe business et accélère son déploiement digital[réf. nécessaire].

## Madame Figaro Madfor
En mars 2011 apparaît dans les kiosques une nouvelle version du magazine, non lié au journal quotidien et dans un format plus petit : Madame Figaro Pocket. Le succès est immédiat mais ses concurrents le considèrent comme déloyal et poursuivent son éditeur en justice,.
Madame Figaro Pocket continue de paraître mais dans une version légèrement différente (couverture différentes ainsi que quelques autres pages).
En 2013, la version hebdomadaire est interrompue pour laisser place à une version mensuelle qui débute le 28 février.
En 2018, la version Madfor est éditée 8 fois par an sur ses numéros spéciaux qui restent 1 mois en kiosque.

## Hors-séries
Un magazine Mademoiselle Figaro a également été publié entre 2006 et 2008.
Des séries thématiques sont également publiées irrégulièrement : Madame Figaro Cuisine, Madame Figaro Business ainsi que Madame Figaro Feel Good.

## Madame Figaro à l'étranger
En plus de l'édition française, Madame Figaro est édité dans 9 versions différentes dans le monde : Portugal, mensuel lancé en 1988 ;
Espagne, mensuel lancé en 2011 ; Japon, mensuel lancé en 1990 ; Grèce, mensuel lancé en 1994 ; Chypre, mensuel lancé en 2005 ; Liban, mensuel lancé en 2016 ; Turquie, mensuel lancé en 2017 ; Chine, mensuel lancé en 2016 ; Hong Kong, plateforme digital first en partenariat avec New Media Group ainsi que 4 numéros collector par an ; lancement 23 septembre 2019.

### Équipe rédactionnelle
- Rédaction en chef : Viviane Chocas (société, culture), Océane Ciuni (digital), Clara Dufour (mode, magazine et célébrités), Delphine Perroy (mode), Alexandra Guerre (production et photo).
- L'illustratrice Nicole Lambert est l'auteur des Triplés depuis 1983[15].
- Rédaction en chef digitale : Océane Ciuni[16].
- Cheffe d'édition digitale : Isabelle Boudet.

### Parmi les anciens collaborateurs
- La princesse Grace de Monaco
- Geneviève Gennart
- Élisabeth Gassier
- Marie-Dominique Sassin
- Nicole Picard (rédactrice en chef mode jusqu'en 2016)
- Marie-Claire Pauwels (directrice de la rédaction de 1980 à 2005)
- Constance Poniatowski
- Christine Clerc
- Virginie Mouzat

## Annexe